# Pasul Buzău
Pasul Buzău (în maghiară Bodzai-szoros), este o trecătoare situată pe DN10 la 670 m altitudine și, care traversează Carpații Orientali leagând orașul Nehoiu de Depresiunea Întorsura Buzăului.

## Date geografice
Trecătoarea este situată pe valea Buzăului între Masivul Siriu – aflați la sud-vest și Masivul Podu Calului – aflați la nord-est, pe culmea dintre Piscu Cheii - aflat la nord-est și Delul Scurt aflat la sud-vest, între satele Crasna aflat la nord-vest și Gura Siriului aflat la sud-est. Aici în gresia de Siriu, Buzăul a creat un scurt sector de chei.
Cele mai apropiate căi ferate sunt 504 (secundară) Buzău - Nehoiașu (73 km) situată pe valea Buzăului și 403 (secundară) Brașov - Întorsura Buzăului (36 km)
În apropiere spre nord-est se află Pasul Delușor – (situat între Munții Vrancei și Masivul Penteleu), spre nord-vest Pasul Predeluș din Munții Întorsurii, iar spre sud-vest pasurile Tabla Buții (Tătarilor) dintre Munții Tătaru și Masivul Siriu și Boncuța dintre Masivul Ciucaș și Munții Tătaru.

## File de istorie
Prin trecătoare trecea ruta comercială care lega Brașovul de portul Brăilei.
A fost denumită de turci Tallisin (adică Trecatoarea fericirii), spre a încuraja soldații în campaniile de invadare a Transilvaniei. Oștile otomane au traversat pasul în anii 1421, 1432, 1438, 1508, iar în anii 1599 și 1600 acesta a fost traversat de oștile lui Mihai Viteazul, respectiv de către un corp de armată al fiului său Nicolae Pătrașcu.
Încă de la construirea celor două tronsoane de cale ferată de o parte și alta a pasului, au existat intenții – ajunse în stadiul de proiectare dar nematerializate, de traversare a acestuia de către o cale ferată în scopul realizării unei conexiuni cu Brăila.  Promotorul inițial al acestei idei a fost Imperiul Austro-Ungar.

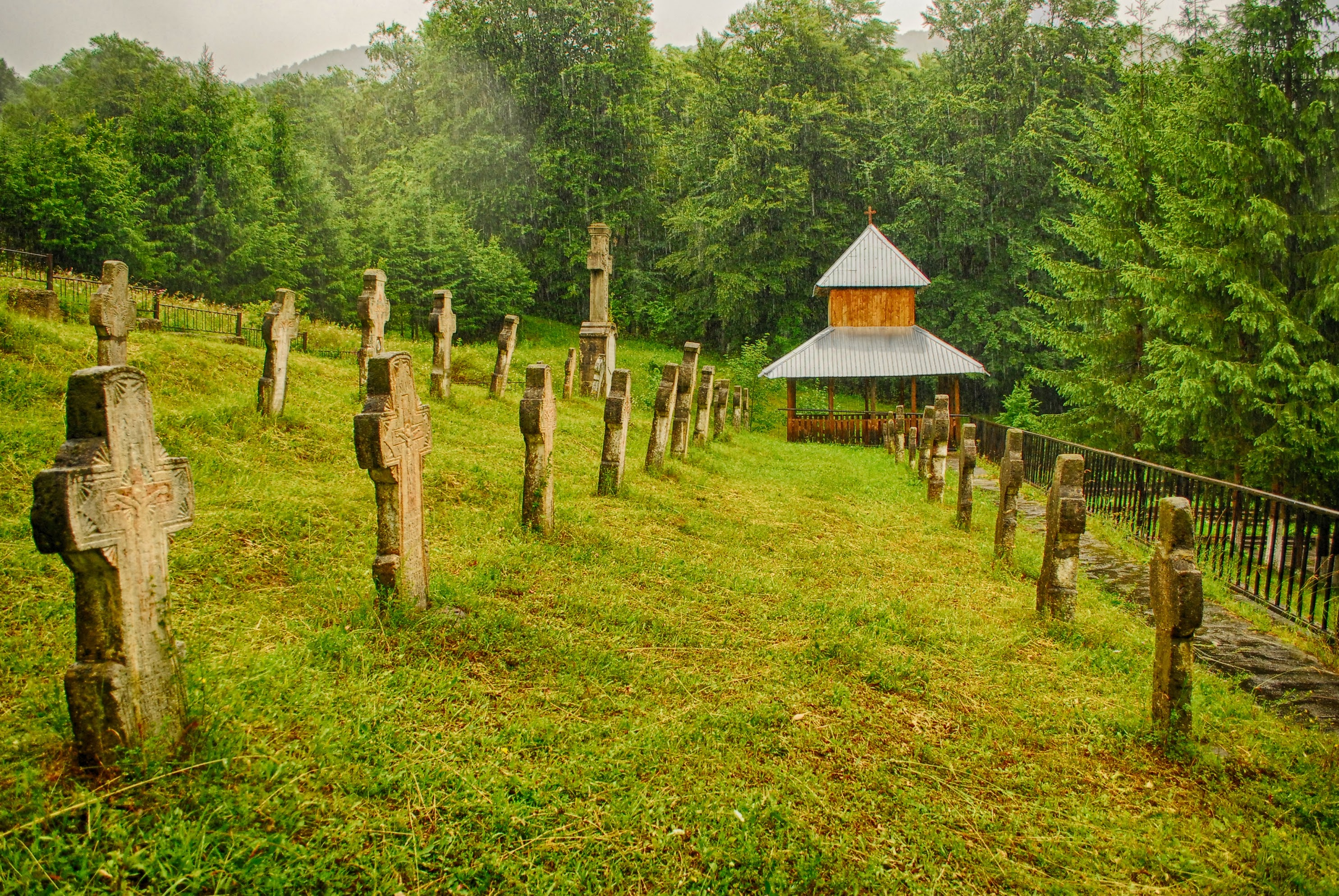
Cimitirul eroilor din Primul Război Mondial de lângă Gura Siriului

Intrarea României în Primul Război Mondial a făcut ca trecătoarea să redevină teatru de operațiuni militare începând cu 15 august 1916. După succesele inițiale, Armata a II-a Română reorganizată sub comanda generalului Averescu și retrasă pe aliniamentul Carpaților a opus în august-octombrie 1916 pe Divizia a 6-a, Diviziei germane 89 comandate de generalul von Bellow. Deși Pasul Buzău a fost menit unei lovituri secundare cu rolul de a fixa pe teren trupele române, lupte violente în zonă au continuat și după apogeul Bătăliei Treacătorilor dintre 15–28 octombrie. Schimbările repetate ale situației de o parte și de alta au mers până la cucerirea Muntelui Siriu și retragerea temporară a românilor pe dreapta râului Siriu. Ulterior zilei de 30 octombrie inițiativa a revenit din nou trupelor române, care au reluat acțiunile ofensive și la 2 noiembrie au luptat din nou de-a lungul Pasului Buzău. Epuizarea combatanților a făcut ca situația să devină staționară, până la retragerea generală impusă de înfrângerea suferită în urma Bătăliei de pe Neajlov-Argeș..
În luptele purtate aici s-a remarcat cu prisosință locotenent-colonelul Traian Epure, comandantul Regimentului 3 Vânători din Divizia a 6-a care, a acționat energic și a apărat îndârjit linia de apărare opusă ofensivei germane de pe valea Buzăului.

## Obiective turistice de interes situate în apropiere
- Lacul Siriu
- Rezervația Valea Zimbrilor
- Biserica fortificată (cetatea) din Prejmer